# Roberto Calvi
Roberto Calvi (n. 13 aprilie 1920, Milano, Regatul Italiei – d. 17 iunie 1982, Londra, Anglia, Regatul Unit) a fost un bancher și mason italian, numit „Bancherul lui Dumnezeu” (în italiană : Banchiere di Dio), din cauza apropierii sale de Sfântul Scaun. Era de loc din Milano. Calvi a fost președintele Băncii Ambrosiano, care s-a prăbușit într-unul dintre cele mai mari scandaluri politice din Italia.
Moartea lui Calvi, survenită la Londra în iunie 1982, este o sursă de controversă și a fost numită crimă după ancheta a doi polițiști de la brigada judiciară și după o anchetă independentă. La Roma, în iunie 2007, cinci persoane au fost achitate de crimă.
Se presupune că Banca Vaticanului, principalul acționar al Băncii Ambrosiano, mafia, care ar fi putut folosi Banca Ambrosiano pentru spălarea banilor, și lăcașul clandestin pseudomasonic "Propaganda Due" ar fi fost implicați cumva în moartea lui Calvi.

## Legături externe
- The Pope and the Mafia Millions, Sky Television
- Through the looking glass: the Vatican and Calvi murder la Wayback Machine (archived 15 d.Hr.)
- Propaganda Due (P2) & Roberto Calvi Arhivat în 3 martie 2016, la Wayback Machine.
- Gallery of rare pictures of Roberto Calvi supplied by his son Carlo Calvi Arhivat în 7 februarie 2012, la Wayback Machine.
- Who Killed Roberto Calvi? Three Monkeys Interview with journalist Philip Willan